# 伯納·詹金

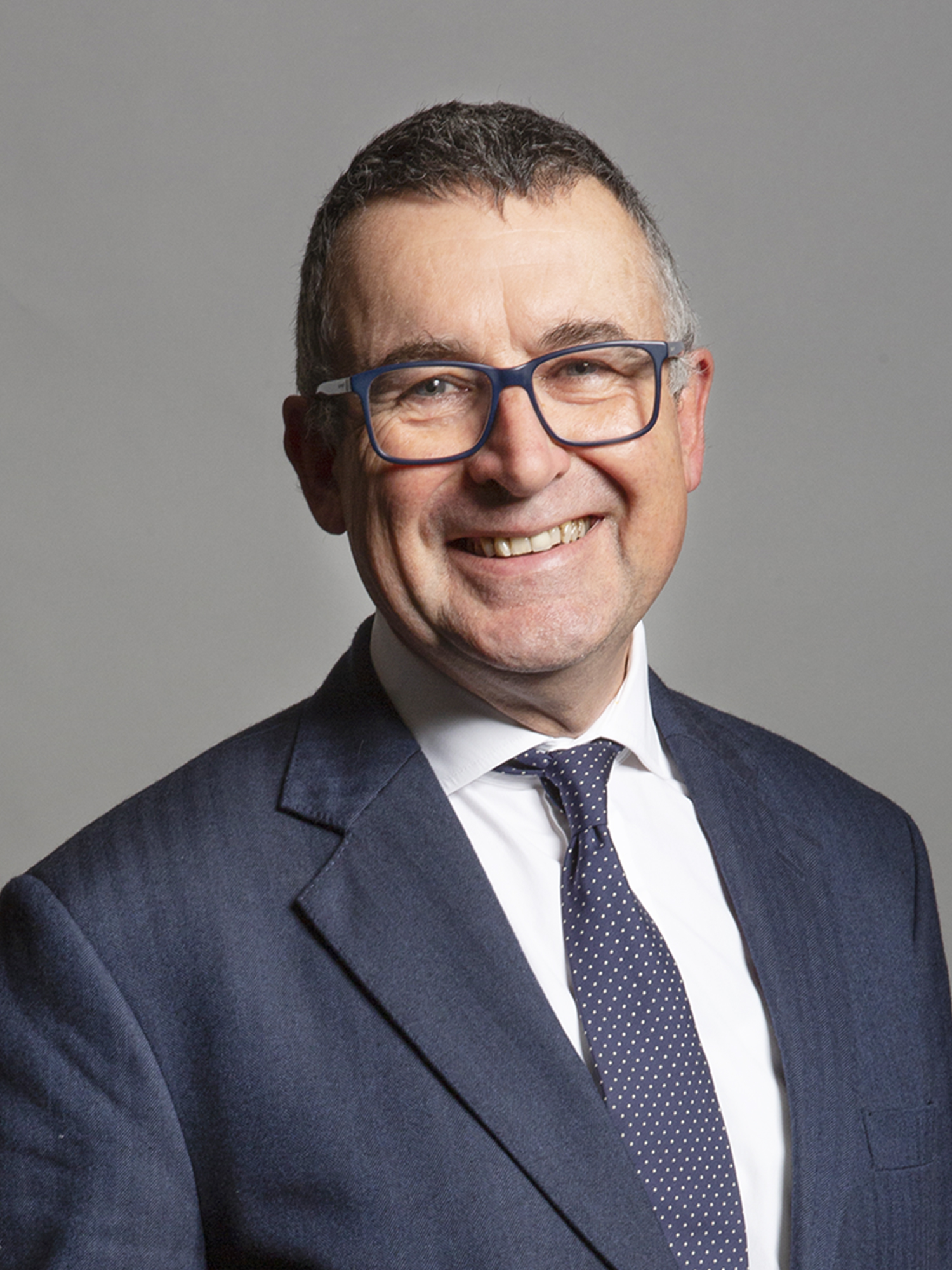

伯納·詹金爵士（英語：Sir Bernard Jenkin，1959年4月9日—），英格蘭保守黨政治人物。他先後於1992-1997年、1997-2010年和2010年起擔任北高徹斯特、北埃塞克斯和哈里奇和北埃塞克斯選區選出的英國下議院議員。他是英國國會最著名的天然主義者。